# دورة حياة بديهية لتطوير المنتج
دورة الحياة البديهية لتطوير المنتج (APDL) كما تُعرف أيضًا بأنها
دورة الحياة المتعددة التخصصات لتطوير النظم (TSDL)، و
 دورة الحياة المتعددة التخصصات لتطوير المنتج (TPDL)
) وهي نموذج هندسة أنظمة هندسة الإنتاج
الذي اقترحه بولينت جوموس  والذي يمتد إلى منهج التصميم البديهي  (AD) . تشتمل دورة الحياة البديهية لتطوير المنتج على دورة حياة المنتج بالكامل بما في ذلك العوامل الأولية التي تؤثر على الدورة بالكامل مثل اختبارات التطوير والقيود المفروضة على المدخلات ومكونات النظام.
توفر دورة الحياة البديهية لتطوير المنتج وسيلة متكررة ومتزايدة لأعضاء فريق عمل متعدد التخصصات لمعالجة هندسة الإنتاج ككل. وتشمل النتائج العملية اكتساب معارف تصميم المنتج وإدارتها. يعالج نموذج دورة الحياة البديهية لتطوير المنتج بعض الأنماط الضعيفة التي تمت تجربتها في نماذج التطوير السابقة والمتعلقة بجودة التصميم وإدارة المتطلبات وإدارة التغيير وإدارة المشروعات والاتصالات فيما بين أصحاب المصلحة. إن استخدام منهج دورة الحياة البديهية لتطوير المنتج قد يعمل على تقليل وقت التطوير وتكلفة المشروع.

## نظرة عامة
لقد أضاف منهج دورة الحياة البديهية لتطوير المنتج اختبار المجال وأربع خصائص جديدة إلى التصميم البديهي: القيود المفروضة على المدخلات في المجال الوظيفي؛ ومكونات النظم في المجال الفعلي؛ ومتغيرات العملية المرتبطة بمكونات النظام بدلاً من معايير التصميم؛ واحتياجات العملاء لتحديد المتطلبات الوظيفية والقيود المفروضة على المدخلات.
يقدم منهج دورة الحياة البديهية لتطوير المنتج العملية التي تتخذ شكل حرف V من أجل وضع معايير التصميم ومكونات النظام (التصميم التفصيلي). وهي تبدأ من أعلى إلى أسفل بمتغيرات العملية (PV) وحالات اختبار المكون (CTC) لاستكمالهما بالإضافة إلى حالات الاختبار الوظيفية (FTC)؛ ومن ثم بعد هذه العملية التدريجية يتم اختبار المنتج باستخدام النهج الصاعد من أسفل إلى أعلى.

## مجالات دورة الحياة البديهية لتطوير المنتج
مجال العملاء
احتياجات العملاء (CN) هي العناصر التي يبحث عنها العميل في المنتج أو النظام.
المجال الوظيفي
المتطلبات الوظيفية تحدد بشكل كامل الحد الأدنى للأداء لكي تفي بها حلول التصميم والمنتجات وغيرها. ويتم توثيق المتطلبات الوظيفية في مواصفات المتطلبات (RS).
يشمل المجال الوظيفي القيود المفروضة على المدخلات (IC) بالإضافة إلى المتطلبات الوظيفية. وتُخصص القيود المفروضة على المدخلات لأهداف التصميم العامة كما تُفرض بشكل خارجي عن طريق احتياجات العملاء أو مستخدمي المنتج أو شروط الاستخدام مثل النظم واللوائح. وتُستمد القيود المفروضة على المدخلات من احتياجات العملاء ومن ثم يتم تنقيحها بناء على قيود أخرى مفروضة على المنتج يجب أن يخضع لها ولكن لم يرد ذكرها في مجال العملاء.
المجال الفعلي
معايير التصميم (DP) هي عناصر حلول التصميم التي وقع عليها الاختيار ، في المجال الفعلي ، لتلبية المتطلبات الوظيفية التي تم تحديدها. ومن الممكن أن تكون معايير التصميم حلولاً للتصميمات التصورية أو النظم الفرعية أو المكونات أو خصائصها.
مكونات النظام تقدم حلولاً تصنيفية للتصميم في معايير التصميم، حيث تعد التصنيفات أجزاء مادية في المجال الفعلي. ويمثل التسلسل الهرمي في مكونات النظام بنية النظام المادية أو شجرة المنتج. وتختلف طريقة التصنيف. ويصف إبنجر (Eppinger) الفئات العامة على أنها النظام والنظام الفرعي والمكون (إبنجر 2001). وتستخدم وكالة ناسا النظام والمقطع والعنصر والنظام الفرعي والتجميع والتجميع الفرعي والجزء (ناسا 1995).
إن مكونات النظام تجعل من الممكن تنفيذ مصفوفات بنية التصميم (DSM)، وإدارة التغيير، وإدارة التكاليف وفقًا للمكونات، وتحليل الأثر، كما تقدم إطارًا من أجل الحصول على المعلومات الهيكلية ومتابعة المتطلبات.
مجال العملية
متغيرات العملية (PV) بتحديد ووصف الضوابط والعمليات لتقديم مكونات النظام.
مجال الاختبار
يتكون الاختبار الوظيفي من مجموعة من حالات الاختبار الوظيفية (FTC). وهي اختبارات النظم التي تستخدم للتحقق من أن النظام عمل على توفير المتطلبات الوظيفية. اختبار الصندوق الأسود هو برنامج مماثل لحالات الاختبار الوظيفية. في نهاية تطوير النظام، يتحقق الاختبار الوظيفي من استيفاء متطلبات النظام.
حالات اختبار المكونات هي تماثل فعلي لاختبار الصندوق الأبيض. تتحقق حالات اختبار المكونات من أن تلك المكونات قد وفرت المتطلبات الوظيفية والقيود المفروضة على المدخلات التي تم تحديدها. يتم اختبار كل مكون من المكونات في النظام قبل دمجه وذلك للتأكد من أن المتطلبات والقيود التي قد تم تحديدها لهذا المكون قد تم توفيرها.

## كتابات أخرى
- B. Gumus, A. Ertas, D. Tate and I. Cicek, Transdisciplinary Product Development Lifecycle, Journal of Engineering Design, 19(03), pp. 185–200, June 2008. دُوِي:10.1080/09544820701232436.
- B. Gumus, A. Ertas, and D. TATE, "Transdisciplinary Product Development Lifecycle Framework And Its Application To An Avionics System", Integrated Design and Process Technology Conference, June 2006.
- B. Gumus and A. Ertas, "Requirements Management and Axiomatic Design", Journal of Integrated Design and Process Science, Vol. 8 Number 4, pp. 19–31, Dec 2004.
- Suh, Complexity: Theory and Applications, Oxford University Press, 2005, ISBN 0-19-517876-9
- Suh, Axiomatic Design: Advances and Applications, Oxford University Press, 2001, ISBN 0-19-513466-4